# Viggo Clausen (journalist)
 Der er flere personer med dette navn, se Viggo Clausen.
Viggo Clausen (9. oktober 1922 – 2. maj 2010) var en dansk radiotilrettelægger, der var kendt for en lang række montager i DR. Derudover var han i en periode teateranmelder for Dagbladet Information.
Han modtog Politikens Kunstnerpris.